# Oranjekoek
Oranjekoek (Frísio: Oranjekoeke) é uma iguaria típica da Frísia, no norte dos Países Baixos. Apesar do nome (oranje, laranja em Neerlandês e em Frísio), o bolo é cor-de-rosa, e recebe o nome pelas fatias de casca de laranja cristalizadas que são assadas na massa. A receita é distinta do roze koek, outro tipo de doce holandês glaceado no mesmo tom de rosa.
Tradicionalmente, o oranjekoek consiste em um bolo plano, com uma camada de glacê no seu topo que é decorada com creme de manteiga ou creme chantili. Frutas cristalizadas e outras decorações também podem ser aplicados ao bolo.

## História
Os povos germânicos que habitavam a região já tinham rituais com bolos festivos. Bolos assados para celebrar nascimentos eram feitos com sementes de anis.
Na época, as massas eram feitas a partir de farinha de centeio, pelo baixo custo; hoje em dia, se usa majoritariamente a farinha de trigo. Além do anis, mel e potash, uma espécie de fermento à base de potássio usado pelos germanos antigos, eram utilizados na receita. Os bolos tinham a vantagem de terem uma vida útil longa e poderem ser cortados no tamanho desejado. A forma tradicional se tornou o retângulo ao longo do tempo.
O nome oranjekoek pode ter se originado após a Idade Média, porque as laranjas só se tornaram mais comuns na Holanda no século XVII. A receita mais antiga conhecida para o bolo data de 1753. Em 1830, registros mencionam o oranjekoek como um doce típico da Frísia preparado principalmente por padeiros em torno de Leeuwarden e Heerenveen. Ambos eram residências da Casa de Orange-Nassau, então acredita-se que o nome também foi associado à família (na escrita original, Oranje-Nassau).
O bolo consta em registros da "Feira Internacional Colonial e de Exportação" realizada em Amsterdã em 1883; ela foi apresentada e vendida por dois padeiros frísios, S. Taconis e Siebrand Toen. Acredita-se que a receita foi apresentada pelo padeiro Ype Wigersma na Exposição Universal de 1900, em Paris.
Em 1938, a escritora Simke Kloosterman lançou seu livro De Fryske petiele, que contém uma receita para a oranjekoek. Registros de 1943 apontam para o consumo do bolo como alimento comemorativo, durante as festas de Sint-Piter, um feriado regional da cidade frísia de Grou.
O maior oranjekoek já feito foi assado em em 27 de maio de 2006 por padeiros de Sneek. O bolo tinha uma área de 117,5 metros quadrados. Desde 2007, um campeonato de confecção do oranjekoek da Frísia é realizado.

## Características
O oranjekoek é feito de uma massa de farinha de trigo, ovo, manteiga, açúcar (normalmente mascavo) e fermento, combinadas com sementes de anis e cascas de laranja cristalizada. Para a cobertura, geralmente utilizam-se framboesas, que dão ao glacê a cor rosa característica. Tradicionalmente, o creme adicionado por cima da cobertura era um tipo de creme de manteiga que leva licor em sua composição; hoje em dia, é mais comum que chantili seja utilizado para finalizar. Uma pasta feita de amêndoas também é utilizada nas versões modernas da receita como recheio do bolo.
Cada padeiro tinha sua própria receita, geralmente regional, que era passada de pai para filho. As especiarias, num geral, variam de região para região: no oeste da Frísia, os padeiros usam mais anis; no noroeste da Frísia, é mais comum usar canela e gengibre. O oranjekoek, portanto, tem muitas distinções na quantidade das especiarias usadas em sua confecção. Isso também se aplica a outros produtos de panificação da Frísia, como keallepoat, sûkerlatte, ontbijtkoek de gengibre e spekkoek com casca cristalizada.
Até o século XVIII, um fondant de açúcar cor-de-rosa era espalhado na cobertura. A partir do século XX, a cobertura começou a ser feita em creme de manteiga, e o bolo passou a ser recheado com uma camada de amandelspijs. O bolo, assado inteiro, era posteriormente cortado para venda; como resultado, as peças cortadas eram frequentemente irregulares. A partir dos anos 1970, a produção em larga escala se intensificou e se tornou mais comum encontrá-los cortados em retângulos regulares. Hoje em dia, é comum encontrá-lo para venda em grandes redes de supermercados em todo o território dos Países Baixos. O oranjekoek, feito em casa ou industrializado, é comumente consumido em ocasiões especiais e comemorações, como aniversários, nascimentos, jubileus e feriados.

## Decorações e aparência
Na apresentação visual do bolo, frequentemente são utilizadas fatias de frutas, frescas ou cristalizadas, sobrepostas ao creme; é comum que sejam morangos, laranjas e cerejas. No entanto, padeiros modernos também utilizam outras frutas como tangerina, abacaxi, kiwi e uvas para decorar. Chocolate em formatos distintos, rolos e lascas de chocolate e granulados também são utilizados na decoração. Em regiões com atrativos turísticos, o bolo é geralmente vendido com uma pequena bandeira da Frísia fincada em sua massa.
Os bolos variam não só nas decorações utilizadas, mas também nos padrões do creme de manteiga ou chantili de sua superfície, que pode ter formato similar a um suspiro, ou ser pulverizado em listras ou padrões espraiados. Em 2014, as fotógrafas Tryntsje Nauta e Marijke van Ruiten lançaram um livro de fotografias chamado Oranjekoek, retratando os visuais dos tipos de oranjekoek preparados por 93 padeiros diferentes, incluindo alguns de fora da Frísia.